# Пливање на Летњим олимпијским играма 1896 — 1.200 метара слободно за мушкарце
Пливање 1.200 метара слободно за мушкарце је била једна од четири пливачке дисциплине на Олимпијским играма 1896. у Атини.
Последња трка у пливачко такмичењу била је најдужа, а одржана је истог дана као и све друге пливачке дисциплине 11. априла. Иако је већ освојио трку на 100 метара слободно, Хајош се поново такмичио и у овој трци са још осам других пливача из четири земље. Поново је убедљиво победио и стигао на циљ са 100 метара предности од другопласираног. Паул Нојман, који је освојио трку на 500 метара, морао је одустати у овој трци. Пласмани Гарднера Вилијамса и четири Грка који нису завршили у прва три су непознати, као и пуна имена сва четири Грка и било који део имена тројице од њих.

## Земље учеснице
- Аустрија (1)
- Грчка {6}
- Мађарска (1)
- САД (1)

## Освајачи медаља
|                       |                     | '                       |
| --------------------- | ------------------- | ----------------------- |
| Алфред Хајош Мађарска | Јоанис Андреу Грчка | Ефстатиос Хорофас Грчка |

## Резултати
| Место | Пливач                           | Време        |
| ----- | -------------------------------- | ------------ |
|       | Алфред Хајош Мађарска            | 18:22,2      |
|       | Јоанис Андреу Грчка              | 21:03,4      |
|       | Ефстатиос Хорофас Грчка          | непознато    |
| 4-8   | Н. Карватас Грчка                | непознат     |
| 4-8   | Гарднер Вилијамс САД             | непознато    |
| 4-8   | 3 такмичара, непознато име Грчка | непознато    |
| -     | Паул Нојман Аустрија             | није завршио |